# El Gato con Botas (Cui)
El Gato con Botas (título original en ruso, Кот в сапогах en cirílico; Kot v sapogaj en transliteración) es una ópera breve de cuento de hadas para niños en tres actos, 4 escenas, con música de César Cui y libreto de Marina Stanislavovna Pol. Compuesta en 1913, se estrenó en Roma en 1915 con el título Il gato con gli stivali.
Una edición soviética de la ópera, con un libreto revisado, fue publicada en 1961.  Para los años setenta esta ópera parece haberse hecho popular en lo que entonces era Alemania del Este como Der gestiefelte Kater.  Bajo ese título fue grabada posteriormente en CD por la Ópera Estatal de Stuttgart en 1999 en una versión diseñada para la radio.
Es una ópera poco representada en la actualidad; en las estadísticas de Operabase aparece con solo una representación en el período 2005-2010.

## Argumento
La trama sigue muy estrechamente el cuento de hadas de Perrault, con una introducción instrumental y danzas insertadas.

## Discografía
- Der gestiefelte Kater: Märchenoper von César Cui in der Hörspielfassung von Linde von Keyserlingk.  Fassung für Kammerorchester: Andreas Breitscheid.  Koproduction:  Junge Oper der Staatsoper Stuttgart / Südwestrundfunk / Patmos Verlag GmbH & Co. KG, Düsseldorf, 1999.  Patmos CD, 3-491-88764-X.